# El Ouata
El Ouata est une commune de la wilaya de Béni Abbès.

## Géographie

### Situation
Le territoire de la commune d'El Ouata est situé au centre-est de la wilaya de Béchar. Son chef lieu est situé à 269 km au sud de Béchar.
| Tamtert | Beni Ounif  | Kerzaz      |
| Tamtert | El Ouata    | Kerzaz      |
| Tamtert | Beni Ikhlef | Beni Ikhlef |

### Localités de la commune
Lors du découpage administratif de 1984, la commune d'El Ouata est constituée à partir des localités suivantes :
- El Ouata Centre
- Ksar Bouhadid
- Ksir El Ma
- Ammas
- El Maffa
- Annefid
- Aguedal
- El Bayada
- Boukhlouf
- El Ouata Ksar

### Transports
La commune d'El Ouata est traversée par la route nationale 6 (RN 6), dite « route des Oasis », qui relie la ville de Sig, située au nord-ouest de l'Algérie, à la ville de Timiaouine, située à l’extrême sud de l'Algérie à la frontière avec le Mali, via Béchar et Adrar.